# Prix de la Page 111
Ne doit pas être confondu avec Prix de la Page 112.
Pour les articles homonymes, voir 111 (homonymie).
Le prix de la page 111 est un prix littéraire français fondé en 2012 par un groupe informel d'acteurs du monde de l'édition. Il est remis au mois d'octobre ou de novembre chaque année. Le premier prix de la page 111 a été proclamé le 7 novembre 2012 sur Radio Nova.

## Historique
Fondé en 2012 — un an après le prix de la page 112 en 2011, ce qui aura provoqué quelques remous— par un groupe de sept écrivains, journalistes, libraires et traducteurs (Julien Blanc-Gras, Richard Gaitet, Bertrand Guillot, Guillaume Jan, François Perrin, Charles Recoursé, Aude Samarut, rejoints l'année suivante par Marguerite Demoëte, en 2016 par Titiou Lecoq, à partir de 2018 par Victor Pouchet, à partir de 2019 par Claire Richard et Maria Pourchet, en 2021 par Estelle Nollet), il récompense l'auteur de la page 111 d'un roman paru à l'occasion de la rentrée littéraire d'automne.
Le lauréat reçoit un exemplaire encadré de sa propre page 111, une dotation de 111 centimes d'euro en pièces de 1 centime (depuis 2016) et le droit d'intervenir à discrétion pendant un an sur l'antenne de Radio Nova, dans le cadre de l'émission Nova Book Box puis L'Arche de Nova animée par Richard Gaitet. De plus, le lauréat reçoit sa page 111 agrandie et encadrée, ainsi que 111 bisous de la part de l'assistance, bisous éventuellement commutables en coudées.
La démarche de ce prix littéraire, qualifié par son promoteur Radio Nova de « plus absurde des prix littéraires », avance que l'on peut déterminer de la qualité du tout par une seule page du livre.
Une justification avancée sur le choix de la page 111 est qu'à la page 111 de la pièce de théâtre Rhinocéros d'Eugène Ionesco l'on trouve les mots « Pourquoi pas ? ».

## Une idée si absurde?
Le prix se revendique lui-même comme absurde. Pourtant, le test de la page 99 proposait déjà, un siècle plus tôt, d'évaluer la qualité d'un livre à partir d'une seule page — dont la position devait être signifiante et représentative de l'ensemble du roman. C'était une alternative à la lecture de l'incipit entre autres, passage particulièrement travaillé d'un roman. En choisissant une autre page, d'une manière tout aussi arbitraire que l'incipit l'est, en réalité cela peut à terme biaiser autant l'analyse globale du roman en un coup d'œil car le passage sera alors mieux travaillé par les écrivains qui y feront attention.
Le jury littéraire rappelle à chaque remise de prix les « deux mots magiques "Pourquoi pas ?" » de la pièce représentative du théâtre de l'absurde Rhinocéros d'Eugène Ionesco. Cela suggère déjà que si deux mots seuls peuvent suffire une page aussi a fortiori, et soutient la thèse d'une littérature poignante par à-coups et non dans son ensemble.
Dans une émission de France Culture dédiée à cette question, Geneviève Brisac estime qu'une très bonne phrase dans un roman est déjà une chose assez rare, Marin de Viry pense que la page 111 permet d'avoir accès d'une bonne manière au ventre d'un roman et Hervé Le Tellier considère que c'est une façon totalement arbitraire de juger de la qualité d'un roman en raison d'une alternance de passages faibles et forts dans une narration.
Il s'agit également d'une boutade fréquente dans les milieux de la culture légitime, face à l'avant-gardisme. Dans la centième émission de Bouillon de Culture avec pour invitée d'honneur Françoise Sagan, Bernard Pivot produit une parodie de sa propre émission intitulée Culturlututu. Dans celle-ci, il trouve que la page 183 du roman Devi d'Irène Frain « est une page sublime », tandis que le comédien Jacques François la « trouve pas mal » mais qu'elle « n'a aucun rapport avec la page 228 » qui « est vraiment fantastique », sans jamais donner la moindre citation dudit roman.
En défendant la pertinence de se concentrer sur une page au hasard — comme il est habituel de se pencher sur un incipit — le prix soutient avec facétie une certaine avant-garde, qui par certains traits se rapproche de l'OuLiPo, par un retournement du stigmate.
Le journaliste Richard Gaitet de Radio Nova rappelle lors de la remise du prix 2021 qu'il s'agit du seul prix dont la responsabilité n'incombe pas seulement à l'écrivain. Cela permet ainsi de désacraliser sa figure, ainsi que de rappeler le rôle des maquettistes dans l'élaboration de l'ouvrage.

## Renommée
La France est le pays à comporter le plus de prix littéraires au monde, avec plus de 2 300 prix, soit une moyenne de 6 par jour. Aussi le prix de la page 111 est-il mieux connu en raison de son caractère insolite, loufoque ou absurde. Des documentaires ou capsules vidéo sur les prix littéraires le citent donc à côté des prix du métro Goncourt, Sade, Virilo, Nocturne, Zorba, des Vendanges littéraires de la ville de Rivesaltes, de Chlore ou Loin du marketing,,.

## Liste des lauréats

### Années 2010
- 2012 : page 111 de La Blonde et le Bunker de Jakuta Alikavazovic (Éditions de l'Olivier), pendant l'émission Nova Book Box du 7 novembre[11],[12].
- 2013 : page 111 d'Une si lente obscurité d'Alain-Julien Rudefoucauld (Tristram), en direct et en public pendant l'émission Nova Book Box du 1er octobre[13],[14],[15],[16].
- 2014 : page 111 de Terminus radieux d'Antoine Volodine (Le Seuil), en direct et en public pendant l'émission Nova Book Box du 1er octobre[3],[17].
- 2015 : page 111 d'Achab (Séquelles) de Pierre Senges (Éditions Verticales), en direct et en public pendant l'émission Nova Book Box du 1er octobre[18],[19] , prix remis par Cédric Villani.
- 2016 : page 111 de Mauvais Coûts de Jacky Schwartzmann (La Fosse aux Ours), en direct et en public pendant l'émission Nova Book Box du 11 octobre[20],[21] , prix remis par Laurent Derobert.
- 2017 : page 111 de Roi de Mika Biermann (Anacharsis), en direct et en public pendant l'émission Nova Book Box du 10 octobre 2017[22],[23].
- 2018 : page 111 de Trois fois la fin du monde de Sophie Divry (Noir sur Blanc), en direct et en public pendant l'émission Nova Book Box du 11 octobre 2018[24].
- 2019 : page 111 de Le Bruit des tuiles de Thomas Giraud (La Contre Allée), en direct et en public pendant l'émission Nova Book Box du 17 octobre 2019[25].

### Années 2020
- 2020 : page 111 de Les Métamorphoses de Camille Brunel (Alma Éditeur), en différé et sans public pendant une émission enregistrée dans les studios de Radio Nova le 12 novembre 2020[26],[27],[28],[29], en présence de l'équipe Des chiffres et des lettres (Laurent Romejko, Bertrand Renard, Arielle Boulin-Prat).
- 2021 : page 111 de La Semaine perpétuelle de Laura Vazquez (éditions du Sous-Sol), en différé et en public, émission diffusée le 11 novembre 2021[30].
  - Mention spéciale pour les 10 ans du prix, décernée au meilleur nom de personnage sur les 200 pages 111 de toute la sélection, pour le personnage « Croustine » dans la nouvelle édition française de Tu aimeras ce que tu as tué (Le Nouvel Attila) de Kevin Lambert[31].

- 2022 : page 111 de Ludwig dans le living de Théo Bourgeron (éditions Gallimard / Sygne), en différé et en public, émission diffusée le 15 décembre 2022[32]. À l'issue de cette onzième cérémonie célébrant les dix ans du prix, l'intégralité du jury démissionne, pour laisser la place à d'autres organisateurs[33].
- 2023 : page 111 de Que notre joie demeure de Kevin Lambert (Le Nouvel Attila), en public[34],[35].
- 2024 : page 111 de Frapper l'épopée d'Alice Zeniter (Flammarion)[36].